# Stéphane Franke
Stéphane Franke (Versailles, 12 februari 1964 - Potsdam, 23 juni 2011) was een Duitse langeafstandsloper. Hij won tweemaal een bronzen medaille op de 10.000 m bij een Europees kampioenschap (1994 en 1998). Ook vertegenwoordigde hij zijn land tweemaal op de Olympische Spelen. Hij bezit naast de Duitse ook de Franse nationaliteit.

## Biografie

### Europees recordhouder 25.000 m
Met zijn ouders verhuisde Franke op vijfjarige leeftijd naar Bergisch Gladbach en later naar Filderstadt vlak bij Stuttgart. Hij begon in 1979 met atletiek en was een succesvol middellangeafstandsloper. 1981: 800 m - 1.56,6, 1000 m - 2.35,0; 1982: 1500 m - 3.58,46. Vanaf 1991 legde hij zich toe op de 10.000 m. Sinds 30 maart 1999 is hij Europees recordhouder op de 25.000 m.

### Deelname aan twee Olympische Spelen
In 1992 maakte Stéphane Franke zijn olympisch debuut. Op de Olympische Spelen van Barcelona sneuvelde hij in de kwalificatieronde van de 10.000 m. Vier jaar later verging het hem op de Olympische Spelen van 1996 in Atlanta beter. Hij haalde de finale, waarin hij op een negende plaats eindigde. Ook kwam hij uit op de 5.000 m, waarin hij veertiende werd.
In 1998 wint hij de Great South Run, een wedstrijd over 10 Engelse mijl, in 47.40.

### Naast atleet ook trainer
Tijdens zijn sportcarrière was Franke ook trainer van onder andere Damian Kallabis, toen deze in 1998 Europees kampioen werd op de 3000 m steeplechase. Stéphane Franke en Damian Kallabis werden in 1998/1999 verdacht van het gebruik van verboden middelen, maar dit kon niet bewezen worden. Hij trainde ook Jirka Arndt, die op de Olympische Spelen van 2000 in Sydney een achtste plaats behaalde op de 5000 m.

### ISTAF-directeur en verslaggever
In het najaar van 2000 beëindigde Stéphane Franke zijn sportieve loopbaan. In 2001 werd hij directeur van de Berliner Leichtathletik-Sportfestes ISTAF. Ook werd hij verslaggever bij Eurosport om samen met Dirk Thiele commentaar te geven tijdens marathons. Naast de marathons geeft hij ook verslag bij langlaufwedstrijden en diverse atletiekwedstrijden. Sinds 2004 schreef hij verschillende sportboeken over joggen en wandelen. In zijn actieve tijd was hij aangesloten bij SV Salamander Kornwestheim en sinds 1997 bij SCC Berlin.
Franke overleed op 23 juni 2011 aan de gevolgen van lymfeklierkanker.

## Titels
- Duits kampioen 10.000 m - 1993, 1995, 1996
- Duits indoorkampioen 3000 m - 1991

## Persoonlijke records
| Onderdeel | Prestatie      | Datum            | Plaats     |
| --------- | -------------- | ---------------- | ---------- |
| 1500 m    | 3.38,88        | 9 augustus 1998  | Leverkusen |
| 3000 m    | 7.39,78        | 18 augustus 1995 | Keulen     |
| 5000 m    | 13.03,76       | 16 augustus 1995 | Zürich     |
| 10.000 m  | 27.48,88       | 8 augustus 1995  | Göteborg   |
| 25.000 m  | 1:13.57,6 (AR) | 30 maart 1999    | Walnut     |
| marathon  | 2:11.26        | 1997             | Londen     |

## Prestaties
| Jaar | Wedstrijd            | Plaats            | Resultaat | Onderdeel | Tijd     |
| ---- | -------------------- | ----------------- | --------- | --------- | -------- |
| 1991 | Europese beker       | Frankfurt am Main | 3e        | 10.000 m  | 28.04,41 |
| 1991 | WK                   | Tokio             | 12e       | 10.000 m  | 28.20,00 |
| 1993 | WK                   | Stuttgart         | 4e        | 10.000 m  | 28.10,69 |
|      | Europese beker       | Rome              | 5e        | 10.000 m  |          |
|      | Grand Prix Finale    | Londen            | 3e        | 5.000 m   | 13.25,36 |
| 1994 | EK                   | Helsinki          | 10e       | 5.000 m   |          |
|      | EK                   | Helsinki          | 3e        | 10.000 m  | 28.07,95 |
|      | Europese beker       | Birmingham        | 2e        | 10.000 m  | 28.38,99 |
|      | Wereldbeker          | Londen            | 10e       | 10.000 m  |          |
| 1995 | WK                   | Göteborg          | 7e        | 10.000 m  | 27.48,88 |
| 1996 | OS                   | Atlanta           | 9e        | 10.000 m  |          |
| 1997 | WK                   | Athene            | 31e       | marathon  |          |
| 1998 | Europese beker       | Sint-Petersburg   | 3e        | 5.000 m   | 13.38,90 |
|      | marathon van Berlijn | Berlijn           | 12e       | marathon  |          |
|      | EK                   | Boedapest         | 3e        | 10.000 m  | 27.59,90 |